# ロジャー・ペンローズ
ロジャー・ペンローズ OM FRS（Sir Roger Penrose、1931年8月8日 - ）は、イギリスの数理物理学者・数学者・科学哲学者。2020年ノーベル物理学賞受賞。
一般相対性理論と宇宙論の数理物理学に貢献した。特異点定理によりスティーブン・ホーキングとともに1988年のウルフ賞物理学部門を受賞し、「ブラックホールの形成が一般相対性理論の強力な裏付けであることの発見」により、ラインハルト・ゲンツェル、アンドレア・ゲズともに2020年のノーベル物理学賞を受賞した。

## 経歴

### 若年期
1931年8月8日、エセックス州コルチェスター生まれ。
ユニバーシティ・カレッジ・スクール卒業後、ユニバーシティ・カレッジ・ロンドン（UCL）入学。父のライオネル・ペンローズがUCLの遺伝学教授で、学費が免除された。
1952年、UCL卒業、B.Sc.。ケンブリッジ大学セント・ジョンズ・カレッジ大学院で学び、1957年にPh.D.取得。
ロンドン大学、ケンブリッジ大学、プリンストン大学、シラキュース大学に勤務した。また、テキサス大学、コーネル大学、ライス大学などで客員として教鞭をとった。
1964年、スティーヴン・ホーキングと共にブラックホールの特異点定理を証明。1972年、王立学会フェロー。1973年、オクスフォード大学ラウズ・ボール教授職に就任。1994年、ナイト叙勲。
1988年、ウルフ賞物理学部門受賞。2020年、ノーベル物理学賞受賞。

## 家族・親族
父ライオネル・ペンローズは精神科医、遺伝学者。母マーガレット・ペンローズ（旧姓リーズス）は医者。
物理学者オリバー・ペンローズは兄、チェスのグランドマスターのジョナサン・ペンローズ、遺伝学者シャーリー・ホジソンは弟。
父方の祖父はアイルランド生まれの芸術家J・ドイル・ペンローズ。
母方の祖父は生理学者のジョン・ベレスフォード・リーズス。母方の祖母のソニア・マリー・ナタンソンは、1880年代後半にサンクトペテルブルクを離れたユダヤ系ロシア人である。
ローランド・ペンローズは叔父。ローランドの妻は写真家のリー・ミラー、息子は写真家のアントニー・ペンローズである。

## 業績

ペンローズの階段

ペンローズの三角形

- スティーヴン・ホーキングと共にブラックホールの特異点定理（重力崩壊を起こしている物体は最後には全て特異点を形成する）を証明し、「事象の地平線」の存在を唱えた。
- 回転するブラックホールから理論的にはエネルギーを取り出せる方法としてペンローズ過程を考案。
- 時空の因果構造を表すペンローズ図を考案[14]。
- 量子的なスピンを組み合わせ論的につなぎ合わせると、時空が構成できるというスピンネットワークを提唱。このアイデアは後に量子重力理論の1候補であるループ量子重力理論に取り込まれた。
- 時空全体を複素数で記述し、量子論と相対論を統一的に扱う枠組みであるツイスター理論を創始した。長らく物理理論というよりは数学的な研究対象とされていたが、近年、超弦理論やループ量子重力理論との関連性が見いだされつつある。
- 2種類の図形で非周期的な平面充填の「ペンローズ・タイル」を提示した。当初、純粋に数学上の存在と考えられていたが、1984年にペンローズ・タイルと同じ対称性を有する結晶構造（準結晶と呼ばれるもの）が実際に発見された。
- 角柱が3本、それぞれ直角に接続しているという不可能立体「ペンローズの三角形」や「ペンローズの階段」を考案し、エッシャーの作品『滝』などに影響を与えた（ペンローズ自身もエッシャーのファンであり、平面充填や不可能図形の研究もその作品に触発された物と言われている[15]）。ペンローズはエッシャーのアドバイザーであった[16]。

## その他の活動

### 量子脳理論
著書『皇帝の新しい心』にて、脳内の情報処理には量子力学が深く関わっているというアイデア・仮説を提示している。その仮説は「ペンローズの量子脳理論」と呼ばれている。放射性原子が崩壊時期を選ぶように、物質は重ね合わせから条件を選ぶことができるといい、意識は原子の振る舞いや時空の中に既に存在していると解釈する。
素粒子にはそれぞれ意識の元となる基本的で単純な未知の属性が付随しており、脳内の神経細胞にある微小管で、波動関数が収縮すると、意識の元となる基本的で単純な未知の属性も同時に組み合わさり、生物の高レベルな意識が生起するというのである（「意識」の項にその仮説の解説あり。参照のこと）。
一方、麻酔科医のスチュワート・ハメロフは、生物学上の様々な現象が量子論を応用することで説明可能な点から少しずつ立証されていて、20年前から唱えられてきたこの説を根本的に否定できた人はいないと主張している。
臨死体験の関連性について以下のように推測している。「脳で生まれる意識は宇宙世界で生まれる素粒子より小さい物質であり、重力・空間・時間にとらわれない性質を持つため、通常は脳に納まっている」が「体験者の心臓が止まると、意識は脳から出て拡散する。そこで体験者が蘇生した場合は意識は脳に戻り、体験者が蘇生しなければ意識情報は宇宙に在り続ける」あるいは「別の生命体と結び付いて生まれ変わるのかもしれない。」と述べている。

### 量子論上の観測問題
『皇帝の新しい心』以降の著書で、現在の量子力学の定式化では現実の世界を記述しきれていないという主張を展開している。（学術論文としても提出している）
量子論には波動関数のユニタリ発展（U）と、波束の収縮（R）の2つの過程が（暗に）含まれているが、現在の量子力学の方程式ではUのみを記述しており、それだけでは非線形なR過程は説明がつかない。すなわち、現在の量子力学の定式化はRが含まれていないため不完全であるとする。そして、Rに相当する未発見の物理現象が存在していると考え、量子重力理論の正しい定式化には、それが自ずと含まれているだろうと唱えた。
『皇帝の新しい心』の続編として出版された『心の影』では、上記の仮説をより進め、UとRを含む仮説理論として「OR理論(Objective-Reduction、客観的収縮)」を提唱した。量子レベルの世界から古典的なマクロ世界を作り出しているのは、重力であり、重力がRに相当する現象を引き起こすとする。量子的線形重ね合わせとは、時空の重ね合わせであり、重ね合わせ同士の重力的なエネルギー差が大きくなると宇宙は重ね合わせを保持できなくなって、ひとつの古典的状態に自発的に崩壊するというモデルである。
その後、著書『The Road to Reality』の中で、OR理論を検証するための実験（FELIX:Free-orbit Experiment with Laser-Interferometry X-rays）を提案している。
これらの主張は、量子論におけるいわゆる「観測問題」あるいは「解釈問題」と呼ばれる議論に関連している。

## 受賞歴
- 1966年 アダムズ賞
- 1971年 ハイネマン賞数理物理学部門
- 1975年 エディントン・メダル（スティーヴン・ホーキングと共同受賞）
- 1985年 ロイヤル・メダル
- 1988年 ウルフ賞物理学部門（スティーヴン・ホーキングと共同受賞）、ヘルムホルツ・メダル
- 1989年 ポール・ディラック賞
- 2000年 メリット勲章、 マルセル・グロスマン賞
- 2004年 ド・モルガン・メダル
- 2006年 ディラック・メダル（ニューサウスウェールズ大学より）
- 2008年 コプリ・メダル、トムソン・ロイター引用栄誉賞
- 2019年 ポメランチュク賞
- 2020年 ノーベル物理学賞

## 著作一覧

### 物理学関係
- The Nature of Space and Time  (1996)
  - スティーヴン・ホーキング共著『ホーキングとペンローズが語る時空の本質 ブラックホールから量子宇宙論へ』林一 訳、早川書房, 1997
- The Road to Reality : A Complete Guide to the Laws of the Universe (2004)
- Cycles of Time: An Extraordinary New View of the Universe (2010)
- Fashion, Faith, and Fantasy in the New Physics of the Universe (2016)

### 数学関係
- ツイスターと一般相対論 (Twistors and General Relativity) - エルク・フラウエンディーナーと共著、『数学の最先端　21世紀への挑戦　第2巻』収録。丸善出版
- 20世紀および21世紀の数理物理学 (Mathematical Physics of the 20th and 21st Centuries) - 『数学の最先端　21世紀への挑戦　第4巻』収録。丸善出版

### その他
- The Emperor's New Mind: Concerning Computers, Minds, and The Laws of Physics  (1989)
  - 『皇帝の新しい心 コンピュータ・心・物理法則』林一 訳、みすず書房, 1994
- Shadows of the Mind: A Search for the Missing Science of Consciousness (1994) 
  - 『心の影 意識をめぐる未知の科学を探る 1・2』 林一 訳、みすず書房, 2001-02、新版2016
- The Large, the Small, and the Human Mind (1997)
  - 『心は量子で語れるか』中村和幸 訳、講談社, 1998、講談社ブルーバックス, 1999 - アブナー・シモニー、ナンシー・カートライト、スティーヴン・ホーキング寄稿。
- Beyond the Doubting of a Shadow（1997）
  - 『ペンローズの量子脳理論 21世紀を動かす心とコンピュータのサイエンス』竹内薫・茂木健一郎 訳・解説、徳間書店, 1997／ちくま学芸文庫, 2006 - 日本独自編集。
- Cycles of Time（2010）
  - 『宇宙の始まりと終わりはなぜ同じなのか』竹内薫 訳、新潮社, 2014
- 『時間とは何か、空間とは何か 数学者・物理学者・哲学者が語る』 伊藤雄二 監訳、岩波書店, 2013
  - A.コンヌ, S.マジッド, R.ペンローズ, J.ポーキングホーン, A.テイラー
- 『あなたの心を描きだすはじめてのアルテアデザイン 幾何学模様のカラーリングブック』渡辺滋人 訳、創元社, 2017.2
  - エンソー・ホリデー, ロジャー・バローズ, ペンローズ, ジョン・マルティノー, ハイファ・ハワージャ

### 関連書籍
- 谷岡一郎・荒木義明『ペンローズの幾何学』講談社ブルーバックス 2024
- 高橋昌一郎『天才の光と影 ノーベル賞受賞者23人の狂気』PHP研究所、2024年5月。ISBN 978-4-569-85681-0。